# 福興 (南投縣竹山鎮)
福興，是台灣南投縣竹山鎮的一個傳統地域名稱，位於該鎮中部偏西。相較於今日行政區，其範圍大致與福興里相近。

## 歷史
台灣清治末期至日治初期，福興地區為一街庄，稱為「福興庄」，隸屬於鯉魚頭堡。該庄北與下崁庄為鄰，東與田仔庄為鄰，南邊為山坪頂庄，西邊為鯉魚尾庄。
1901年（日治明治三十四年）11月，全台廢縣廳改設二十廳，該庄隸屬於斗六廳。1903年（明治三十六年）6月，該庄編入「勞水坑區」，隸屬於南投廳。1909年（明治四十二年）10月，合併二十廳為十二廳，勞水坑區改隸屬於南投廳。1920年（大正九年），全台地方制度大改正，廢十二廳改設五州二廳，該庄改制為「福興」大字，隸屬於臺中州竹山郡竹山庄。1931年，竹山庄升格為竹山街。
戰後竹山街改制為竹山鎮，隸屬於臺中縣，大字亦改制為里。1950年10月，中、彰、投分治，竹山鎮改隸屬南投縣。

## 聚落
本地區發展較早的聚落有過溪、泉洲藔、不知春（百家春）等，在日治期初期的官方地圖上已有記載。

## 交通
國道3號又稱「福爾摩沙高速公路」，是貫穿台灣西部的兩條縱向高速公路之一，大致以東北東—西南西走向轉東微北—西微南走向經過福興地區北部邊界外不遠處，並在與鄉道投47線交會處設有南雲交流道。由此可快速前往台灣南北各地。
省道台3線（大明路、集山路三段）俗稱「內山公路」，是臺北至屏東的幹道，大致以東南東—西北西走向轉東南—西北走向再繞大彎轉東南東—西北西走向經過本地區北部邊界外不遠處，並近於國道3號。由該道路向東南東經竹山市區後轉東北東再轉北北東經國道3號竹山交流道連絡道路口後轉西北微北再轉北可前往名間、南投、草屯等地；向西北西轉西北再繞大彎轉西南可前往林內、斗六、古坑、梅山等地。
縣道149號（鯉南路）是竹山至梅山的道路，大致以縱向蜿蜒經過本地區西部的清水溪右岸地帶。由該道路向東北微北可前往下崁東南部、竹圍子並止於省道台3線路口；向南可前往山坪頂西部、勞水坑、桶頭、樟湖、苦苓腳、大湖底、小梅（梅山）並止於省道台3線另一路口。
鄉道投49-1線（田東路）是過溪至田子的道路，其西側端點位於本地區北部過溪聚落南側的縣道149號路口。由此向東蜿蜒而行，出境後可前往田子、大坑中部偏西並止於鄉道投49線路口。
鄉道投53線（鯉行路）是過溪至瑞竹北郊的道路，其北側端點位於本地區北部過溪聚落南側的縣道149號路口。由此向南南西轉西南西過鯉魚大橋並出境後，轉南南西可前往鯉魚尾、山坪頂並止於縣道149號另一路口。

## 學校
- 過溪國小